# Buschen
Der Buschen war ein Zählmaß. Ihm war regional und je nach zu zählendem Gut eine unterschiedliche Stückzahl zugeordnet.
- Im Geldwesen war bis 1820/1821 in Aachen eine Mark oder Petermännchen gleich 6 Buschen, die 24 Heller hatten.[1] Diese Kupfermünzen nannte man auch Bauschen. Die ersten mit einem Adler vorn und dem Wert auf der Rückseite, sind seit 1597 bekannt. Der Wert war ein beziehungsweise zwei „B“ für Buschen. Vier Heller-Wert war ab 1604 und 12 Heller ab 1757 üblich. Bis 1798 prägte man den Buschen in sehr großen Mengen.
- In Wien war 1 Buschen Leder gleich 10 Felle.[2]
- In Bayern hatte das Maß im Handel mit Garn-Strängen 30 Strähn (passauer).[3]
- Ein Buschen Schilfrohr war ein Bündel oder Büschel von 80 Stängel. Diese hatten etwa neun bis zehn Fuß Länge.[4]
- Schindel wurden auch nach dem Buschen verkauft. Zwei Buschen waren ein Käst. Ein Käst definierte sich so: Scharschindel legte man in 64 Lagen zu  4 oder 5 Stück, bei Rohrschindeln waren es 84 Lagen mit nur 3 bis 4 Stück.[5]
- Der Buschel von Fassreifen für Salzfässer betrug 120 Stück.[5]